# The Understanding
The Understanding – drugi album norweskiego zespołu Röyksopp. Edycja deluxe zawiera dodatkową płytę CD.

## Lista utworów
Płyta 1
1. "Triumphant" – 4:20
2. "Only This Moment" – 3:55
3. "49 Percent" – 5:11
4. "Sombre Detune" – 4:52
5. "Follow My Ruin" – 3:51
6. "Beautiful Day Without You" – 5:29
7. "What Else Is There?" – 5:17
8. "Circuit Breaker" – 5:24
9. "Alpha Male" – 8:11
10. "Someone Like Me" – 5:23
11. "Dead to the World" – 5:20
12. "Tristesse Globale" – 1:24

Płyta 2 (tylko edycja deluxe)
1. "Go Away" – 3:52
2. "Clean Sweep" – 5:17
3. "Boys" – 4:45
4. "Head" – 5:03
5. "Looser Now" – 6:04